# Shake Your Hips
Shake Your Hips (noto anche con il titolo Hip Shake) è un brano musicale blues composto ed eseguito dal bluesman statunitense Slim Harpo. La canzone fu da lui incisa nel 1966 per il produttore Joseph Denton Miller come prossimo singolo dopo il successo di Baby Scratch My Back. La Excello Records di Miller pubblicò il singolo nel giugno 1966 (lato B Midnight Blues) e in ottobre, la canzone fu inclusa nell'album Baby Scratch My Back.
Il biografo di Slim Harpo, Martin Hawkins, indicò nell'incisione il contributo di Lazy Lester alle percussioni e di Katie Webster all'organo.

## Versione dei Rolling Stones
I Rolling Stones incisero una versione del pezzo per il loro album Exile on Main St. del 1972. Fu di Mick Jagger l'idea di registrare il brano di Harpo. Gli Stones lo incisero in studio a Londra e lo rielaborarono successivamente in Francia nella villa di Keith Richards, dove la band si trovava in "esilio" per motivi fiscali. Il pezzo fu registrato con l'intenzione che sembrasse un disco inciso negli anni cinquanta.

## Altre cover
La canzone è stata reinterpretata da numerosi artisti, inclusi Love Sculpture, Legendary Shack Shakers e Joan Osborne.